# 부안읍
부안읍(扶安邑)은 전북특별자치도 부안군의 군청 소재지이다. 호남 평야의 서남부를 차지하여 농산물의 집산지가 되었고, 김제시, 정읍시, 고창군간에 국도 제23호선이 통하고 있다.

## 역사
1914년에 동도면과 하동면 등이 통합되어 설치된 부령면(扶寧面)이 조선총독부령인 「읍면및읍면장에 관한 규정」 개정에 따라 1943년 10월 1일에 읍으로 승격되며 명칭이 부안읍으로 바뀌었다.

## 행정 구역
- 내요리
- 동중리: 부안군청과 부안읍행정복지센터가 소재한다.
- 모산리
- 봉덕리: 부안교육지원청이 소재한다.
- 서외리
- 선은리
- 신운리
- 신흥리
- 연곡리
- 옹중리
- 외하리
- 행중리

## 아파트
| 단지명                       | 건설사       | 시행사           | 주소                  | 입주        | 비고     |
| ---------------------------- | ------------ | ---------------- | --------------------- | ----------- | -------- |
| 봉덕주공 1단지               | 성원건설     | 대한주택공사     | 학동길 4 (봉덕리)     | 1998년 6월  |          |
| 봉덕주공 2단지               | 한국건설㈜   | 대한주택공사     | 석정로 286 (봉덕리)   | 2003년 9월  |          |
| 서외주공                     | 계룡건설산업 | 대한주택공사     | 부풍로 122 (서외리)   | 2007년 2월  | 국민임대 |
| 부안 미소가애                | 진흥기업     | 한국토지주택공사 | 석정로 262 (봉덕리)   | 2015년 2월  |          |
| 부안 오투그란데 2차 하이스트 | 제일건설㈜   | 제일건설㈜       | 번영로 63-10 (서외리) | 2022년 6월  |          |
| 부안 하이안                  | ㈜메리트     | (유)메리트건설   | 오리정로 172 (봉덕리) | 2005년 10월 |          |
| 낭주골 대림                  | ㈜대림건설   | ㈜대림건설       | 낭주길 5 (선은리)     | 1997년 8월  |          |

## 공원
- 부안 해뜰마을
- 부안 자연마당
- 교동천 인공습지
- 매창공원
- 카이로스광장

## 문화
- 부안문화원
- 부안예술회관
- 부안학생교육문화관
- 부안국민체육센터

## 교육

### 초등학교
- 부안초등학교
- 부안남초등학교
- 부안동초등학교

### 중학교
- 낭주중학교
- 부안중학교
- 삼남중학교

### 고등학교
- 부안고등학교
- 부안제일고등학교
- 부안여자고등학교
- 서림고등학교

## 교통

### 고속, 시외버스터미널
- 부안시외버스터미널